# Chlorochaeta tenuisaria
Chlorochaeta tenuisaria är en fjärilsart som beskrevs av Ludwig Carl Friedrich Graeser 1889. Chlorochaeta tenuisaria ingår i släktet Chlorochaeta och familjen mätare. Inga underarter finns listade i Catalogue of Life.